# Lotta al XV Festival olimpico estivo della gioventù europea
Le competizioni di lotta al XV Festival olimpico estivo della gioventù europea si sono svolte dal 21 al 23 luglio 2019 presso il Complesso sportivo e d'esposizione Heydar Aliyev di Baku, in Azerbaigian.

## Programma
| P | Turni preliminari e ripescaggi | F | Finali |

| Eventi↓/Data →              | 21 Dom | 21 Dom | 22 Lun | 22 Lun | 23 Mar | 23 Mar |
| --------------------------- | ------ | ------ | ------ | ------ | ------ | ------ |
| Lotta libera ragazzi -45 kg | P      | F      |        |        |        |        |
| Lotta libera ragazzi -48 kg |        |        | P      | F      |        |        |
| Lotta libera ragazzi -51 kg |        |        |        |        | P      | F      |
| Lotta libera ragazzi -55 kg | P      | F      |        |        |        |        |
| Lotta libera ragazzi -60 kg |        |        | P      | F      |        |        |
| Lotta libera ragazzi -65 kg |        |        |        |        | P      | F      |
| Greco-romana ragazzi -45 kg | P      | F      |        |        |        |        |
| Greco-romana ragazzi -48 kg |        |        | P      | F      |        |        |
| Greco-romana ragazzi -51 kg |        |        |        |        | P      | F      |
| Greco-romana ragazzi -55 kg | P      | F      |        |        |        |        |
| Greco-romana ragazzi -60 kg |        |        | P      | F      |        |        |
| Greco-romana ragazzi -65 kg |        |        |        |        | P      | F      |
| Lotta libera ragazze -46 kg |        |        | P      | F      |        |        |
| Lotta libera ragazze -49 kg |        |        | P      | F      |        |        |
| Lotta libera ragazze -53 kg |        |        |        |        | P      | F      |
| Lotta libera ragazze -57 kg |        |        |        |        | P      | F      |
| Lotta libera ragazze -61 kg |        |        | P      | F      |        |        |
| Lotta libera ragazze -65 kg |        |        |        |        | P      | F      |

## Partecipanti
Hanno partecipato alla competizione 275 lottatori provenienti da 35 differenti nazioni.:
- Albania (1)
- Austria (8)
- Azerbaigian (18)
- Bielorussia (16)
- Bulgaria (6)
- Croazia (5)
- Rep. Ceca (2)
- Estonia (6)
- Finlandia (10)
- Francia (10)
- Georgia (12)
- Germania (14)}
- Gran Bretagna (2)
- Grecia (7)
- Ungheria (9)
- Israele (2)
- Italia (17)
- Kosovo (2)
- Lettonia (3)
- Lituania (11)
- Moldavia (7)
- Paesi Bassi (1)
- Macedonia del Nord (1)
- Norvegia (7)
- Polonia (18)
- Portogallo (2)
- Romania (15)
- Russia (18)
- Serbia (2)
- Slovenia (1)
- Slovacchia (5)
- Spagna (3)
- Svizzera (4)
- Turchia (18)
- Ucraina (12)

## Podi

### Ragazzi

#### Lotta libera
| Evento | Oro                    | Argento              | Bronzo                |
| 45 kg  | Murad Hagverdiyev      | Nikolozi Santeladze  | Eldar Asakaev         |
| 48 kg  | Magomedamin Bekbulatov | Luka Gugeshashvili   | Yahor Rudauski        |
| 48 kg  | Magomedamin Bekbulatov | Luka Gugeshashvili   | Mirjavad Nabiyev      |
| 51 kg  | Kanan Heybatov         | Rustam Dolaev        | Constantin Chirilov   |
| 51 kg  | Kanan Heybatov         | Rustam Dolaev        | Ivan Terzi            |
| 55 kg  | Simone Piroddu         | Abulfaz Nasirov      | Benedek Kiss          |
| 55 kg  | Simone Piroddu         | Abulfaz Nasirov      | Magomed-Emi Eltemirov |
| 60 kg  | Fedor Baltuev          | Sabir Jafarov        | Daviti Abdaladze      |
| 60 kg  | Fedor Baltuev          | Sabir Jafarov        | Anatoli Hramyka       |
| 65 kg  | Dzhabrail Gadzhiev     | Batyrbek Tskhovrebov | Davit Patsinashvili   |
| 65 kg  | Dzhabrail Gadzhiev     | Batyrbek Tskhovrebov | Ivan Semenov          |

#### Lotta greco-romana
| Evento | Oro             | Argento          | Bronzo              |
| 45 kg  | Farid Sadikhli  | Umut Çoban       | Maksim Gurov        |
| 45 kg  | Farid Sadikhli  | Umut Çoban       | Kaspars Bondarenko  |
| 48 kg  | Gurban Gurbanov | Khvicha Abuladze | Noah Englich        |
| 48 kg  | Gurban Gurbanov | Khvicha Abuladze | Maksim Stupakevich  |
| 51 kg  | Elmir Aliyev    | Sanya Yakovlev   | Piotr Stolarczyk    |
| 51 kg  | Elmir Aliyev    | Sanya Yakovlev   | Nuk'ri Benidze      |
| 55 kg  | Hleb Makaranka  | Romeo Beridze    | Nihat Mammadli      |
| 55 kg  | Hleb Makaranka  | Romeo Beridze    | Danil Grigorev      |
| 60 kg  | Hasrat Jafarov  | Magomed Gigiev   | Mikita Murashka     |
| 60 kg  | Hasrat Jafarov  | Magomed Gigiev   | Nika Broladze       |
| 65 kg  | Khasay Hasanli  | Deni Nakaev      | Abdul-Valid Iakhiev |
| 65 kg  | Khasay Hasanli  | Deni Nakaev      | Marian Holubovskyi  |

### Ragazze

#### Lotta libera
| Evento | Oro                  | Argento            | Bronzo                 |
| 46 kg  | Georgiana Antuca     | Gultakin Shirinova | Justine Vigouroux      |
| 46 kg  | Georgiana Antuca     | Gultakin Shirinova | Vivien Matyi           |
| 49 kg  | Emine Çakmak         | Ana-Maria Pârvu    | Aliaksandra Kisliakova |
| 49 kg  | Emine Çakmak         | Ana-Maria Pârvu    | Mihaela Samoil         |
| 53 kg  | Polina Lukina        | Elnura Mammadova   | Flóra Vízi             |
| 53 kg  | Polina Lukina        | Elnura Mammadova   | Olivia Andrich         |
| 57 kg  | Krystsina Zdunkevich | Othelie Høie       | Róza Szenttamási       |
| 57 kg  | Krystsina Zdunkevich | Othelie Høie       | Daria Manuil           |
| 61 kg  | Aurora Russo         | Marziya Sadigova   | Gerda Barth            |
| 61 kg  | Aurora Russo         | Marziya Sadigova   | Alina Kasabieva        |
| 65 kg  | Yana Tretsiak        | Nesrin Baş         | Aleksandra Prokina     |
| 65 kg  | Yana Tretsiak        | Nesrin Baş         | Nigar Mirzazada        |

## Medagliere
| Pos.   | Paese       | Oro | Argento | Bronzo | Totale |
| ------ | ----------- | --- | ------- | ------ | ------ |
| 1.     | Azerbaigian | 8   | 5       | 3      | 16     |
| 2.     | Russia      | 3   | 2       | 8      | 13     |
| 3.     | Bielorussia | 3   | 0       | 5      | 8      |
| 4.     | Italia      | 2   | 0       | 0      | 2      |
| 5.     | Turchia     | 1   | 2       | 0      | 3      |
| 6.     | Romania     | 1   | 1       | 0      | 2      |
| 7.     | Georgia     | 0   | 4       | 5      | 9      |
| 8.     | Germania    | 0   | 1       | 3      | 4      |
| 8.     | Ucraina     | 0   | 1       | 3      | 4      |
| 10.    | Moldavia    | 0   | 1       | 1      | 2      |
| 11.    | Norvegia    | 0   | 1       | 0      | 1      |
| 12.    | Ungheria    | 0   | 0       | 4      | 4      |
| 13.    | Francia     | 0   | 0       | 1      | 1      |
| 13.    | Lettonia    | 0   | 0       | 1      | 1      |
| 13.    | Polonia     | 0   | 0       | 1      | 1      |
| Totale | Totale      | 18  | 18      | 35     | 71     |